# 1927年のスポーツ

## できごと
- ラジオでのスポーツ中継始まる。
  - 8月13日 - 第13回全国中等学校優勝野球大会を甲子園球場から中継放送。
  - 8月24日 - 一高・三高野球戦を神宮球場から中継放送。
  - 10月15日 - 東京六大学野球の早明戦を神宮球場から中継放送。

## 総合競技大会
- 第8回極東選手権競技大会（上海・8月27日～9月4日）
- 第3回国際学生競技大会（イタリア・ローマ・8月28日～9月4日）

- 第4回明治神宮体育大会（夏季 - 9月17日～18日、秋季 - 10月26日～11月3日）

## アメリカンフットボール
- NFL優勝:ニューヨーク・ジャイアンツ

## 大相撲
この年から東京・大阪の両協会が合併したために、本場所を年間4回開催し、うち2回は関西地区で行うこととなった。番付編成に関しては、複雑な点があるので、本場所の一覧の項目に詳述してある。
10月場所の10日目、千秋楽に不戦勝制度が実施された。また、この場所から十両力士も幕内同様、連日取組むようになった。
幕内総合優勝
- 春（1月14日初日、両国国技館）:東張出横綱 宮城山福松（10勝1敗）
- 3月（3月14日初日、大阪上本町）:西横綱 常ノ花寛市（10勝1敗）
- 夏（5月12日初日、両国国技館）:西横綱 常ノ花寛市（10勝1敗）
- 10月（10月1日初日、京都八坂神社）:東横綱 常ノ花寛市（10勝1敗）

優勝旗手
- 春:東前頭3枚目 清瀬川敬之助（8勝3敗）
- 3月:西小結 山錦善治郎（7勝3敗1預）
- 夏:西張出前頭 雷ノ峰伊助（9勝2敗）
- 10月:西前頭14枚目 阿久津川高一郎（9勝2敗）

## ゴルフ

### 主要大会（男子）
- 全米オープン優勝者：トミー・アーマー（アメリカ）
- 全英オープン優勝者：ボビー・ジョーンズ（アメリカ）

［全米プロゴルフ優勝者：ウォルター・ヘーゲン（アメリカ）］
ウォルター・ヘーゲンが、マッチプレー方式の全米プロゴルフ選手権で大会4連覇を達成。

### 第1回ライダーカップ
- ウースター・カントリークラブ
- アメリカ合衆国 9½–2½  イギリス

## 自転車競技

### ロードレース
- 第15回ジロ・デ・イタリア
総合優勝：アルフレッド・ビンダ（イタリア）
- 第21回ツール・ド・フランス
総合優勝：ニコラ・フランツ（ルクセンブルク）
- 世界自転車選手権プロ・個人ロードレース（当種目としては、当年が初年度開催）
優勝：アルフレッド・ビンダ（イタリア）

## テニス

### グランドスラム
- 全豪選手権　男子単優勝：ジェラルド・パターソン（オーストラリア）、女子単優勝：エスナ・ボイド（オーストラリア）
- 全仏選手権　男子単優勝：ルネ・ラコステ（フランス）、女子単優勝：コルネリア・ボウマン（オランダ）
- ウィンブルドン　男子単優勝：アンリ・コシェ（フランス）、女子単優勝：ヘレン・ウィルス（アメリカ）
- 全米選手権　男子単優勝：ルネ・ラコステ（フランス）、女子単優勝：ヘレン・ウィルス（アメリカ）

## ボクシング
- 6月25日 - ボクシング慶明戦（日本初の大学対抗ボクシング試合）[1]を青山会館で開催[2]。

## 野球

### 日本

#### 東京六大学野球
- 春 - 早大野球部は米国遠征のため不参加。慶大が8勝3敗で優勝。
  - 東武雄投手が帝立2回戦でノーヒットノーランを達成。
- 秋 - 明大が9勝2敗4分で優勝。

#### 高専野球
- 第4回全国高等専門学校野球大会決勝（神宮球場・7月30日）
  - 優勝：関大予科　準優勝：山口高商

#### 中等野球
- 第4回選抜中等学校野球大会決勝（阪神甲子園球場・5月1日）
和歌山中学（和歌山県） 8-3 広陵中学（広島県）
- 第13回全国中等学校優勝野球大会決勝（阪神甲子園球場・8月20日）
高松商業（香川県） 5-1 広陵中学（広島県）

### アメリカ大リーグ
- ワールドシリーズ
ニューヨーク・ヤンキース（ア・リーグ） （4勝0敗） ピッツバーグ・パイレーツ（ナ・リーグ）

## 誕生
- 1月16日 - 蔭山和夫（大阪府、野球、+1965年）
- 3月15日 - 関根潤三（埼玉県、野球）
- 3月19日 - リッチー・アシュバーン（アメリカ、野球、+1997年）
- 4月1日 - ジャック・マイヨール（フランス、冒険家、+2001年）
- 4月2日 - フェレンツ・プスカシュ（ハンガリー、サッカー、+2006年）
- 4月3日 - イバ・セーケリー（ハンガリー、水泳）
- 4月22日 - フィル・ヒル（アメリカ、レーシングドライバー）
- 4月24日 - ヨゼフ・バーテル（ルクセンブルク、陸上競技）
- 4月30日 - ラルス・ハル（スウェーデン、近代五種競技、+1991年）
- 5月1日 - グレタ・アンデルセン（デンマーク、水泳）
- 6月30日 - シャーリー・フライ（アメリカ、テニス）
- 8月7日 - 杉山光平（静岡県、野球）
- 8月25日 - アリシア・ギブソン（アメリカ、テニス、+2003年）
- 9月17日 - ジョージ・ブランダ（アメリカ、アメリカンフットボール）
- 9月22日 - トミー・ラソーダ（アメリカ、野球）
- 9月29日 - アデマール・フェレイラ・ダ・シルバ（ブラジル、陸上競技）
- 10月8日 - トルビョルン・ファルカンガー（ノルウェー、ノルディックスキー）
- 10月10日 - 琴ヶ濱貞雄（香川県、相撲、+1981年）
- 10月29日 - フランク・セッジマン（オーストラリア、テニス）
- 11月1日 - ビック・パワー（プエルトリコ、野球、+2005年）
- 11月30日 - 山田敬蔵（秋田県、陸上競技）
- 12月11日 - スタイン・エリクセン（ノルウェー、アルペンスキー）

## 死去
- 5月1日 - オスカー・スバーン（スウェーデン、射撃、*1847年）
- 6月4日 - オッタビオ・ボテッキア（イタリア、自転車競技、*1894年）
- 9月2日 - 梅ヶ谷藤太郎 (2代)（富山県、相撲、*1878年）